# Katastrofa lotnicza nad Wielkim Kanionem
Katastrofa lotnicza nad Wielkim Kanionem – zderzenie w powietrzu dwóch cywilnych samolotów pasażerskich, Douglas DC-7 i Lockheed Constellation, które miało miejsce 30 czerwca 1956 roku. W jego wyniku oba samoloty spadły do Wielkiego Kanionu Kolorado. Zginęło 128 osób, czyniąc z niej największą katastrofę lotniczą w tamtym czasie.

## Przebieg wydarzeń
Wydarzyła się 30 czerwca 1956 r. w USA i była pierwszą katastrofą w ruchu cywilnym, w której zginęło ponad 100 osób. Samolot amerykańskich linii lotniczych United Airlines, Douglas DC-7 (numer rejestracyjny: N6324C, lot nr 718 (United 7-1-8)) wystartował z lotniska w Los Angeles w rejs do Chicago o 9:04 PST. Na pokładzie znajdowało się 53 pasażerów i 5 członków załogi. Trzy minuty wcześniej, również z lotniska w Los Angeles, wystartował Lockheed Super Constellation, którego miejscem docelowym było Kansas City. Trasy obu samolotów przebiegały nieco inaczej, ale krzyżowały się nad Wielkim Kanionem.  Warto również dodać, że w tamtych czasach piloci nie musieli sztywno trzymać się wyznaczonej trasy lotu, nie było również radarów umożliwiających śledzenie lotów. Postęp lotów ustalano na podstawie komunikatów pilotów maszyn, którzy mieli obowiązek zgłaszania przelotów nad punktami orientacyjnymi. Samolot United Airlines miał zaplanowany lot na wysokości 6400 metrów, z kolei maszyna TWA miała lecieć na wysokości 5800 metrów. Krótko po starcie samolotu TWA kapitan Jack Gandy poprosił o pozwolenie na wzniesienie się na wysokość zarezerwowaną dla lotu United Airlines (6400 m), z uwagi na tworzący się front burzowy. Jednak kontrola ruchu lotniczego nie zezwoliła na tę wysokość, z uwagi na niemożliwość separowania obu samolotów. Kapitan Gandy ponowił swoją prośbę, jednak tym razem poprosił o pozwolenie na lot 300 metrów nad chmurami burzowymi. Kontrola zezwoliła na taką wysokość, po czym samolot TWA wspiął się na wysokość 6400 metrów. Tory lotów krzyżowały się w okolicach punktu kontrolnego Painted Desert o 10:30 czasu miejscowego. Z uwagi na błąd kapitana Gandy'ego, obie maszyny znajdowały się na tej samej wysokości.

## Katastrofa
Około godziny 10:30 doszło do zderzenia samolotów. DC-7 uderzył lewym skrzydłem w Lockheeda tuż przy ogonie maszyny, powodując jego oderwanie. Z kolei w samym DC-7 doszło do uszkodzenia skrzydła i silnika nr 1. Samolot TWA w wyniku uszkodzeń spadł na dno Wielkiego Kanionu. Kapitan Robert Shirley desperacko próbował uratować swoją maszynę, jednak uszkodzenia były na tyle poważne, że nie zdołał opanować DC-7 i uderzył w ścianę wąwozu.

## Śledztwo
Było to jedno z najtrudniejszych śledztw w historii lotnictwa. Stało się tak z kilku powodów. Przede wszystkim nie istniały wówczas urządzenia rejestrujące przebieg lotów i rozmowy w kabinie pilotów. Nie było radarów, a na śledczych wywarta była ogromna presja ze strony mediów.

## Przyczyny wypadku
Jako główną przyczynę wypadku eksperci uznali brak widoczności. Stało się tak z uwagi na chmury burzowe, które obaj piloci starali się ominąć. Z tego powodu kapitan Shirley nie miał czasu, aby po zauważeniu Lockheeda skutecznie go ominąć (załoga TWA prawdopodobnie w ogóle nie widziała DC-7, gdyż zza chmur wyleciała przed maszyną United Airlines). Poza tym obwiniono też pilotów, którzy nie trzymali się ściśle przydzielonych tras lotu, często zbaczając z kursu, aby pokazać pasażerom Wielki Kanion z lotu ptaka. Nie bez znaczenia była również decyzja kapitana Gandy'ego o locie na tej samej wysokości co samolot DC-7.

## Następstwa
Przeprowadzone śledztwo wykazało wiele potencjalnych problemów, z jakimi borykało się lotnictwo cywilne. Można zaryzykować stwierdzenie, że obnażone zostały słabości zarówno systemu, jak i ludzi, którzy w nim uczestniczyli. Jednakże jego wyniki (jak również innych zdarzeń) stały się jednym z impulsów do dużych zmian, które miały poprawić wizerunek lotnictwa, jako najbezpieczniejszego sposobu podróży.
Historię katastrofy przedstawiono w 6. odcinku 12. sezonu serialu Katastrofa w przestworzach - Tragedia w Wielkim Kanionie (oryg. Grand Canyon Disaster).